# Castillo de Vallgornera
El Castillo de Vallgornera, situado en el término municipal de Perelada, en el Alto Ampurdán está documentado en el año 1123 y ampliado durante el siglo XVIII. Este castillo, considerado como un bien cultural de interés nacional, se caracteriza por sus dos torres cuadradas en el lienzo oriental y un recinto de planta rectangular imperfecta, con patio en el centro.
La antigua fortaleza que hoy es propiedad de Santiago de Sentmenat y Urruela, marqués de Castelldosríus, sucesor de la línea principal, ha sido habilitada para las funciones de casa de payés, conocida en la región como Mas de las Torres.